# Angiactis bermudensis
Angiactis bermudensis är en svampart som beskrevs av LaGreca. Angiactis bermudensis ingår i släktet Angiactis och familjen Roccellaceae.   Inga underarter finns listade i Catalogue of Life.